# أبقراط
أَبُقْرَاط القُوصِيُّ أو بُقْرَاط (باليونانية: Ἱπποκράτης ὁ Κῷος)‏ (ولد: حوالي 460 ق م - توفي: نحو 370 ق م)؛ والمعروف أيضًا باسم أبقراط الثاني؛ هو طبيب يوناني عاش في العصر الكلاسيكي اليوناني. يُعدُّ من أبرز الشخصيات في تاريخ الطب عبر التاريخ، وهو سابع الأطباء العظام في تاريخ اليونان، من آل أسقليبيوس الذين بدأوا بالأخير وخُتِموا بجالينوس المُلقب من قبل الرازي: بـ«ثَانِي الفَاضِلَيْن»، بعد أبقراط الذي سُمِّيَ لدى العرب بـ«الفاضل»، تكريمًا له عند ذكره. وهو «أبو الطب»، كما لَقَبَهُ العرب ثم شاع تلقيبه به في العالم حتى لا يكاد ينازعه على هذا اللقب أحد ممن سبقوه أو لحقوه، اعترافًا بإسهاماته في المجال الطبي، ونظرًا لتأسيسه أول مدرسة طبية عملية عُرِفت لاحقًا باسم مدرسة أبقراط الطبية، حيث أحدثت هذه المدرسة الفكرية ثورة في الطب اليوناني القديم، حتى أصبح الطبُّ ذا نظام متميز عن المجالات الأخرى التي ارتبطت بهِ تقليديًا مثل السيمياء والفلسفة، ليُعرف بعدها مهنة قائمة بذاتها كما هو اليوم.
ومع ذلك، فإن إنجازاته وتعاليمه وأفعاله وممارساته الطبية، جرى خلطها وتداخلت مع أعمال وأفكار غيره بسبب تعدّد كُتّاب الكوربوس الذي جُمِع فيه رسائل وتعاليم نُسِبت كلها إلى أبقراط كما يتضح من عنوان العمل؛ بالتالي لا يُعرف اليوم سوى القليل عمّا فكر به أبقراط شخصيًا أو كتب وفعل.
عادة ما يُصوّر أبقراط على أنه المثل الأعلى بين أطباء العصر القديم. ويُنسب الفضل إليه في وضعه ميثاقًا حدَّدَ به أُسس وأخلاقيات وشرف مهنة الطب، وهو الميثاق الذي يُعرِف اليوم باسم قسم أبقراط، والذي لا يزال ذا صلة وثيقة بالكثير من المواثيق القانونية والطبية التي تُستخدم في العصر الحديث. أيضًا يرجع الفضل إليه لأنّه وضع أسس الملاحظات السريرية، وجمع ولخّص المعرفة الطبية التي نتجت عن المدارس الطبية السابقة لعهده ونشرها، حتى أصبح علم الطب مشاعًا بعد أن كان مقتصرًا على بعض البيوتات اليونانية التي كانت تتوارثه بصفته علمًا عائليًا محرم الكشف عنه أو نشره. ومن أبرز المؤلفات المنسوبة إلى أبقراط بعد القسم، يمكن الإشارة إلى: تقدمةُ المعرفة، الأمراض الحادّة، الفصول، الأهوية والمياه والبلدان، المرض المقدس، طبيعة الإنسان أو الأخلاط.

## النسب

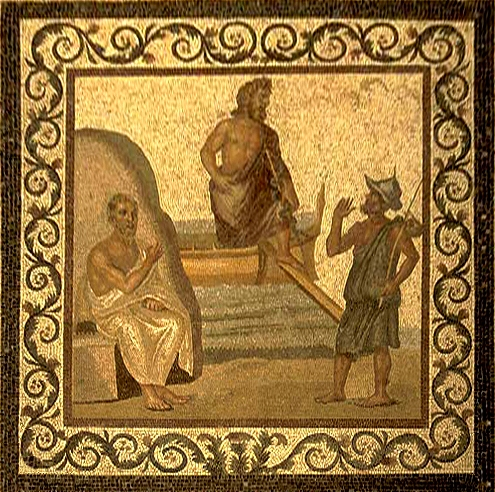
فسيفسائية تعود إلى منتصف القرن الثاني والثالث الميلادي، تصوّر أبقراط جالس في هيكل أسكليبيون في جزيرة قوص، إلى جانب إله الشفاء الإغريقي أسقليبيوس الذي يتوسّط الفسيفساء.

حسب نسب أبقراط الأسطوري، فإنّه يتصل مباشرة بأسقليبيوس من جهة والده، وإلى هرقل من جهة والدته. ووفقًا لجدول الأسلاف المذكور في كتاب التاريخ أشهر عمل للشاعر البيزنطي جون تيزتيز، فإن نسب أبقراط الثاني، يكون على النحو التالي:
1. أبقراط الثاني (أبو الطب)

2. هرقليذس أو هرقل

4. أبقراط (الأول)

8. إغنوسيديقوس

16. نبروس

32. سوسطراطس الثالث.

64. ثيودوروس الثاني.

128. سوسطراطس الثاني.

256. ثيودوروس

512. قلاوموطاداس

1024. قريساميس

2048. دردانوس

4096. سوسطراطس

8192. أبولوخوس

16384. بوداليريوس

32768. أسقليبيوس

## ترجمته

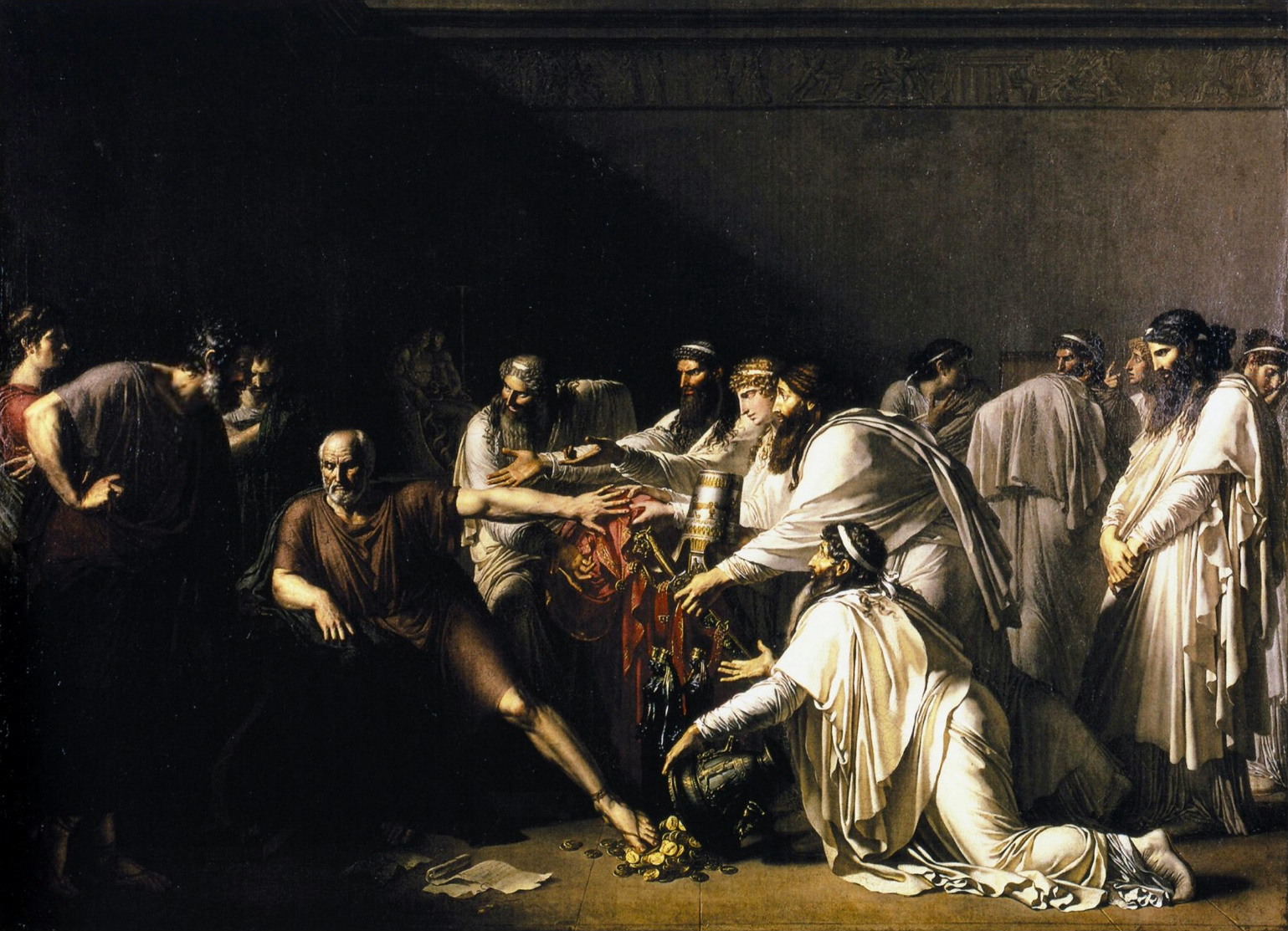
لوحة تصوّر قصة أبقراط حين رفض هدايا الإمبراطور الأخميني أردشير الثاني التي قُدِمت إليه مقابل خدماته الطبية، واللوحة من أعمال الرسام الفرنسي جيرودي في عام 1792 بعد الميلاد.

اتّفق المؤرخون على أن أبقراط ولد حوالي عام 460 قبل الميلاد في جزيرة قوص اليونانية في العصر الكلاسيكي اليوناني؛ ومع أن هناك معلومات أخرى خلاف ذلك، إلا أنها من المُرجح أن تكون غير صحيحة.
عند البحث في سير أبقراط، فقد كُتِبت عنه معلومات في كتاب السياسة أحد الكتب الفلسفية التي تركها أرسطو، ويعود تاريخها إلى القرن الرابع قبل الميلاد، إلّا أن أوّل من كتب في سيرة حياة أبقراط، هو الطبيب اليوناني، سورانوس الأفسسي، الذي عاش في القرن الثاني من الميلاد إبّان الإمبراطورية الرومانية، وتُعد هذه السيرة، المصدر الرئيس لمعظم المعلومات الشخصية عنه اليوم. سِيَر ذاتية أخرى لحقتها، منها ما كُتِب ضمن موسوعة سودا البيزنطية في القرن العاشر من الميلاد لمؤلف يُدعى «سودس»، وأخرى ضمن كتاب التاريخ أحد أعمال الشاعر البيزنطي جون تيزتيز. ووفقًا لسورانوس الأفسسي، فإن أبقراط ولد لطبيب يُدعى هيراكليديس أو بلفظ آخر هرقليذس أو هرقل القوصي من سيدة تُدعى فركسيثا بنت فيناريطس أو بنت تيزان. وبناءً على ما حُفِظ من سيرته، فإن والده ينتسب إلى أسقليبيوس الذي يُعتقد في الأساطير اليونانية بأنه إله الشفاء، بينما نسب والدته يرجع إلى هرقل ابن الإله زيوس، حسب ذات الأساطير.
كذلك، جاء أفلاطون بدوره على ذكر أبقراط في اثنين من حواراته الشهيرة، إذ ذكره أوّل مرة في حوار بروتاغوراس، حيث ذكره باسم «أبقراط القوصي الأسكلبيادي»؛ وثاني مرة في حوار فيدروس، ذكره باسم «أبقراط الأسكلبيادي»، مُشيرًا إلى أن أبقراط يعتقد أن امتلاك المعرفة الكاملة لطبيعة الجسم البشري ضرورية لعلم الطب.
انشغل أبقراط بتدريس وممارسة الطب طوال حياته، وتشير الدراسات إلى أن رحلاته خارج قوص لم تتجاوز حدود ثيساليا، تراقيا وبحر مرمرة. توجد روايات مختلفة عدة عن وفاته، ومن المُرجح أن يكون قد مات في لاريسا، عن عمرٍ ناهز 83 أو 85 أو 90 عامًا، على الرغم من وجود بيانات أخرى تقول: إنّه قد عاش أكثر من 100 عام.

### أساتذته
ذهب سورانوس إلى أن أبقراط تعلم الطب من والده هيراكليدس وجده أبقراط الأول. ولا توجد دلائل قاطعة حول المكان الذي تلقى فيه أبقراط دراسته، لكن يُحتمل أن يكون قد تدرّب في هيكل أسكليبيون في جزيرة قوص، وتلقى دروسًا في تراقيا على يد الطبيب التراقي هيروديكوس السِّلَوْرِيّ. وقد لقيَ أبقراط معظم فلاسفة عصره، وصَحِب العديد منهم وتتلمذ على يد بعضهم في مواضيع أخرى، مثل ديمقراط مطوّر المذهب الذري وواضع أُسسه ومبادئه، وغورغياس الخطيب الشهير الملقّب بأبي البلاغة. وتُشير سيرة أبقراط في الكتب العربية، إلى أنّه تتلمذ أيضًا على يد أسقليبيوس الثاني، ولما مات الأخير خلّف ثلاثة تلاميذ، هم: ماغارينس، وأرخس، وأبقراط الذي آلت إليه رئاسة الطب في عصره. بذلك، يكون أبقراط سابع الأطباء المشهورين المُقتدى بهم في صناعة الطب من اليونانيين على ما تناهى إلى العرب وورد في مصنفاتهم حول تاريخ الطب في العهد القديم، وهم على التوالي، كل من: أسقليبيوس الأوّل، غورس، منيس، برمانيدس، أفلاطون الطبيب، أسقليبيوس الثاني، أبقراط، وجالينوس خاتم الأطباء ثامنًا.

### ذريته
كان لأبقراط ثلاثة أولاد، منهم ابنان، ثاسلوس ودارقن، وابنة واحدة هي مايا أرسيا. وحفيدان سُمِّيَا على اسمه، أحدهما ابن ثاسلوس، والثاني ابن
دارقن، وتشير المصادر إلى أن أولاده وأحفاده تتلمذوا على يديه، وتميزت ابنته مايا بأنها كانت الأحسن في التطبيب من أخويها.

### طلابه
ولمّا انتهت إلى أبقراط رئاسة الطب، وشاع صيته ونال شهرة واسعة في عصره، غدا محط أنظار التلاميذ، فأقبل عليه الطلاب للانتفاع بعلمه. ومن جملة طلابه الذين ورد ذكرهم، كل من: لاذن، ماسرجن، ساوري، فولوس (وهو من أجلِّ طلابه)، مانيسون، سطاث، غوروس، سنبلقيوس، ثاثالس، مكسانوس، مغنس أو مغلس. إضافة إلى ابنيه ثاسلوس ودارقن، وصهرهِ بوليبوس القوصي، وابنته مايا أرسيا. ووفقًا لجالينوس الطبيب، كان بوليبوس الخليفة الحقيقي لأبقراط. وكان لكل من ثاسلوس ودارقن ابنٌ يدعى أبقراط وهما اللذان عُرِفَا لاحقًا بأبقراط الثالث وأبقراط الرابع.

## تعريفه للطب
على ما أورد ابن جُلجُل الطبيب الأندلسي في كتابه الشهير «طبقات الأطباء والحكماء»، فإن أبقراط يرى أن: «الطب صناعة اسقلابيوس، وأنه لا يجب تعاطيها إلا من كان على سيرة اسقلابيوس من الطهارة والعفاف والتقى، وأنه لا يجب أن تُعلَّم إلى الشرار ولا ذوي الأنفس الخبيثة، وإنّما يجب أن يتعلمها الأشراف والمتألهون»، مضيفًا: «عالم علم الطب، يجب أن يكون رحيمًا عفيفًا محبًا أن ينفع الناس.» ونقل ابن أبي أُصيبعة، في مصنفه عيون الأنباء في طبقات الأطباء، بأن أبقراط كتب في ناموسه المعروف باسم «ناموس أبقراط»: «إن الطب أشرف الصنائع كلها، إلا أن نقص فهم من ينتحلها صار سببًا لسلب الناس إياها، لأنه لم يوجد لها في جميع المدن عيب غير جهل من يدعيها ممن ليس بأهل للتسمي بها إذ كانوا يُشبهون الأشباح التي يحضرها أصحاب الحكاية ليلهوا الناس لها، فكما أنها صور لا حقيقة لها، كذلك هؤلاء الأطباء، بالاسم كثير، وبالفعل قليل.» مضيفًا: «العلم بالطب كنز جيد وذخيرة فاخرة لمن علمه، مملوء سرورًا، سرًا وجهرًا، والجهل به لمن انتحله صناعة سوء، وذخيرة ردية، عديم السرور دائم الجزع والتهور، والجزع دليل على الضعف، والتهور دليل على قلة الخبر بالصناعة.» ولخص علي بن رضوان نقلًا عن ابن أبي أصيبعة، سبع خصال يجب أن تجتمع في الطبيب على ما وصى أبقراط وعهد:
| أبقراط | - الأولى أن يكونَ تامَّ الخَلق، صحيحَ الأعضاء، حسنَ الذكاء، جيِّد الرويَّة، عاقلًا، ذَكورًا، خيِّر الطبع. - الثَّانية أن يكونَ حسنَ الملبس، طيِّبَ الرائحة، نظيفَ البدن والثوب. - الثَّالثة أن يكونَ كَتومًا لأسرار المرضى، لا يبوح بشيءٍ من أمراضهم. - الرَّابعة أن تكونَ رغبتُه في إبراء المرضى أكثرَ من رغبته فيما يلتمسه من الأجرة، ورغبته في علاج الفقراء أكثرَ من رغبته في علاج الأغنياء. - الخامِسة أن يَكونَ حَريصًا على التَّعليم والمبالغة في منافع الناس. - السَّادسة أن يكونَ سليمَ القلب، عفيفَ النظر، صادِقَ اللَّهجة، لا يخطر بباله شيءٌ من أمور النساء والأموال التي شاهدها في منازل الأعلاء، فضلًا عن أن يتعرَّضَ إلى شيء منها. - السَّابعة أن يكونَ مأمونًا ثقةً على الأرواح والأموال، لا يصف دواء قتَّالًا ولا يعلمه، ولا دواء يُسقِط الأجنَّة، يُعالِج عَدوَّه بنيَّة صادقة كما يُعالِج حبيبَه. | أبقراط |

## نظرية أبقراط
| ”                     | وبالتالي فيما يتعلق بالمرض المُسمَّى "بالمرض المُقدَّس" (يُقصد الصرع أو الأمراض النفسية): يبدو لي الآن أنه ليس أكثر إلهية أو قدسية من الأمراض الأخرى، بل له أصل طبيعي مثله مثل العِلَل الأخرى. إلّا أن الإنسان عدّه مرضًا مُقدسًا أو إلهيّا بسبب جهله وعجبه .... | “ |
| —أبقراط، المرض المقدس | |   |

يُنسب الفضل إلى أبقراط في كونه أول من اعتقد أن الأمراض تنشأ من أسباب طبيعية خلاف المعتقدات المنتشرة بين أطباء عصره ومن سبقوه الذين كانوا يعتقدون أنها من الخرافات وعمل الآلهة. وقد ذهب أتباع فيثاغورس إلى أن ينسبوا إليه أنه استطاع أن يقيم حلفًا ما بين الفلسفة والطب. وهو أوّل من فصل علم الطب عن الدين وما هو سائد من معتقدات إغريقية، مجادلًا ومعتقدًا بأن الأمراض ليست عقابًا تنزله الآلهة بالإنسان، بل هي نتاج عوامل بيئية وأنظمة غذائية وعادات معيشية. وفي الواقع لم يرد أي ذكر لمرض روحي في مؤلفات أبقراط. ومع ذلك، فقد عمل أبقراط بقناعات عديدة استندت إلى ما يُعرف اليوم بأنها قناعات خاطئة في علمي التشريح ووظائف الأعضاء، مثل اعتقاده بمذهب الأخلاط الأربعة.
قُسِّمت مدارس الطب الإغريقية القديمة إلى مدرستين، مدرسة قنيدوس ومدرسة قوص، نسبة إلى مدينتي قنيدوس وقوص الإغريقيتين. وقد تعاملت كل واحدة من المدرستين مع المرض بمذهب مختلف عن الأخرى، وكانت أبرز سمات مدرسة قنيدوس أنها اعتمدت على التشخيص، بمعنى تحديد طبيعة وسبب المرض. ولمّا لم يكن الطب في عصر أبقراط يعرف شيئًا تقريبًا عن علم التشريح وعلم وظائف الأعضاء بسبب المُحرَّمات الإغريقية التي حظرت تشريح جسد الإنسان، أدّى هذا إلى فشل مدرسة قنيدوس في التمييز بسبب الأعراض العديدة المحتملة التي كانت تظهر نتيجة مرض واحد. بدورها حققت مدرسة أبقراط الطبية أو مدرسة قوص نجاحًا أكبر بين الناس من خلال تطبيق تشخيصات عامة على المريض وإخضاعه لعلاجات سلبية. والسمة الأبرز التي عُرِفت بها مدرسة أبقراط أنها أولت اهتمامًا كبيرًا بالمريض وصَبّت تركيزها على رعايته ومحاولة توقع مآلات مرضه دون أن تهتم بتشخيص نوع وسبب المرض، ويمكن أن يكون هذا المذهب قد أدّى إلى علاج الأمراض بشكل فعّال في وقته، وقد أحدث نقلة كبيرة في الممارسات السريرية.
تُشير الدراسات اليوم إلى أن طب أبقراط وفلسفته من الواضح أنها كانت بعيدة كل البعد عن الطب الحديث. فالطبيب في العصر الحديث يُركز على تشخيص مُحدَّد وعلاج مُتخصّص، وهو ذات المذهب الذي كانت تتبناه مدرسة قنيدوس. هذا الانقلاب في الفكر الطبي بين عصر أبقراط ويومنا هذا، تسبب بإثارة انتقادات حادّة لشجب مدرسة أبقراط؛ على سبيل المثال، وصف الطبيب الفرنسي م. س. هودرت علاج أبقراط بأنه: «تأمل عند الموت».
عُقِدت مقارنات عديدة بين مذهب ثوقيديدس في التوريخ ومذهب أبقراط في الطب، لا سيما اعتمادهما على مفهوم «الطبيعة البشرية» بوصفها بابًا يُتيح توقّع التاريخ الذي يُعيد نفسه، للاستفادة من ذلك في المستقبل، إن كان في أزمان أو حالات أخرى.

### الانتياب

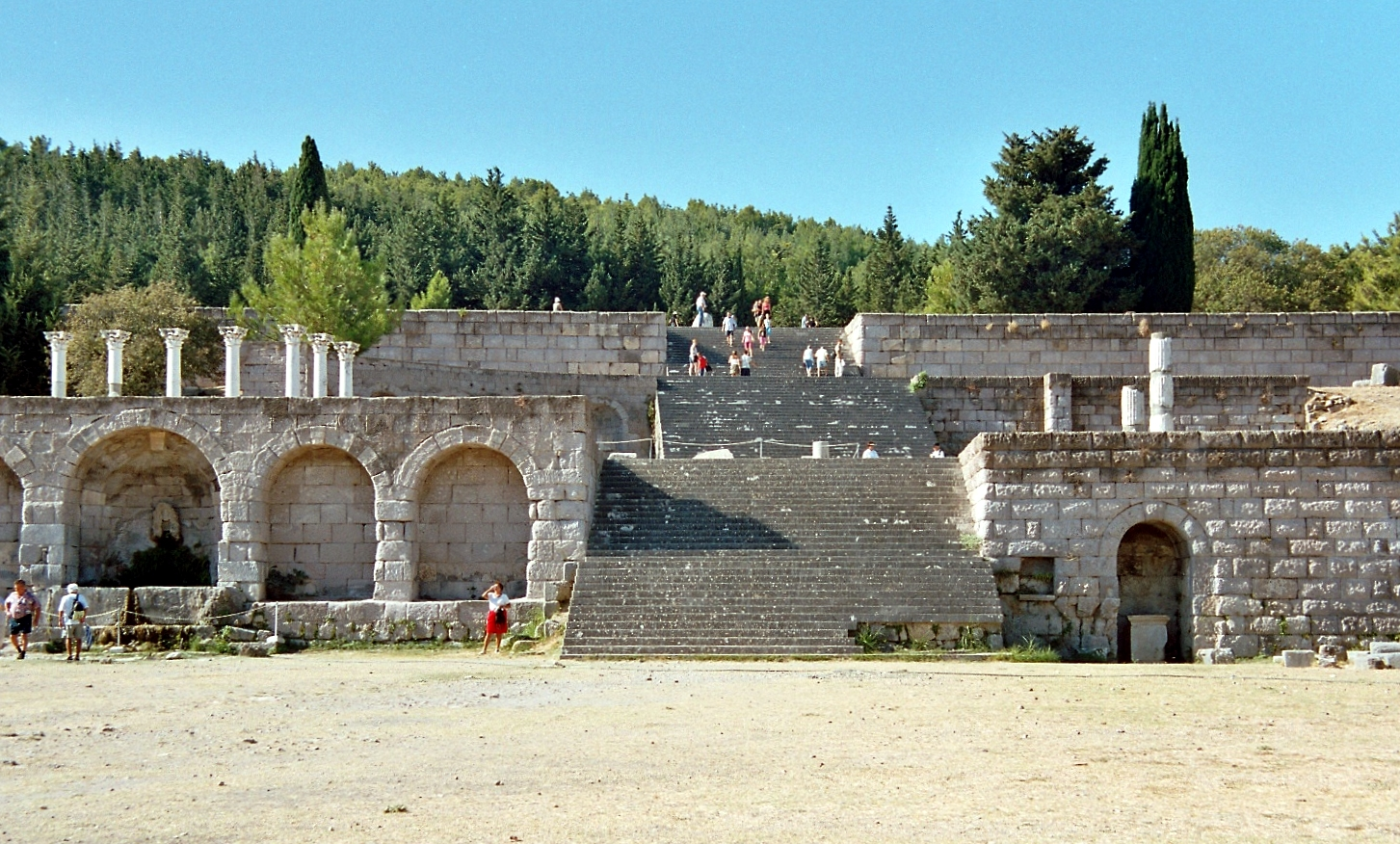
هيكل أسكليبيون في جزيرة قوص، حيث يُعتقد أن إله الشفاء الإغريقي أسكليبيوس موجود فيه.

كان هناك مذهب مهم آخر في الطب الأبقراطي، وهو الانتياب، حيث كان يُعتقد أن هناك نقطة في تطوّر المرض يمكن عندها إمّا أن يبدأ المرضُ فيها بالانتصار ما يعني هلاك المريض، أو حدوث العكس بأن تجعل العمليات الطبيعية المريض يتعافى. بعد النوبة، قد تحدث انتكاسة، ثم نوبة أخرى حاسمة. وفقًا لهذا المذهب، تميل النوبات إلى الحدوث في الفترات الحرجة، وهي فترات مُحدّدة زمنيًّا تعقب تقلص المرض حسبما كان يُعتقد. وإذا حدثت النوبة في يوم لا يُعدُّ ضمن الفترات الحرجة، فقد يكون من المتوقع حدوث انتكاسة. حسب جالينوس، فإن نشأة هذه الفكرة تعود إلى أبقراط نفسه، مع أنّها قد تكون سابقة له.

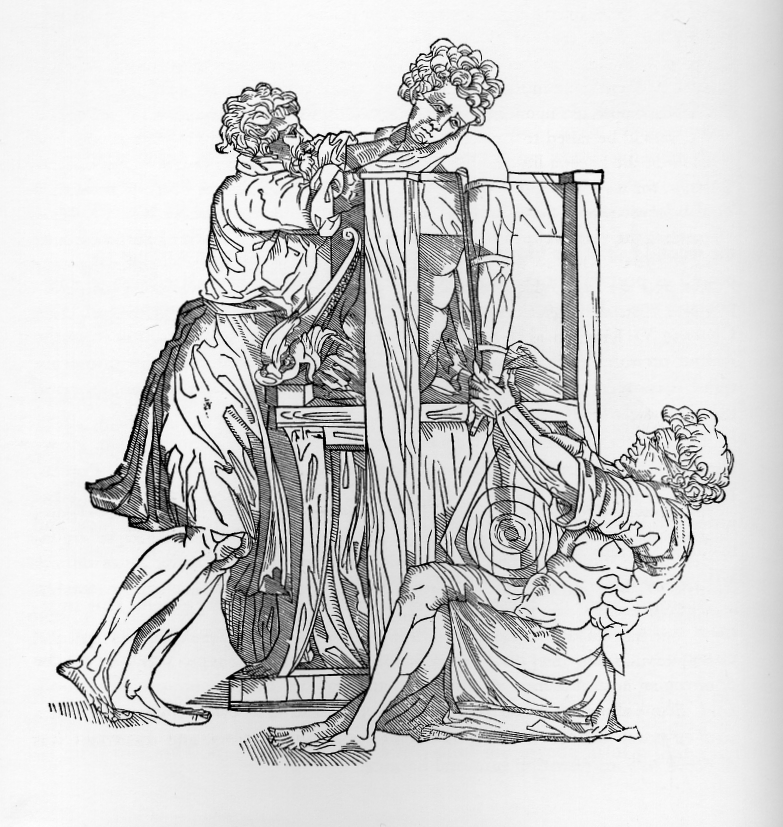
جهاز خشبي يُسمى بجهاز أبقراط، كان يُستخدم لجر الكتف المخلوع.

كان الطب الأبقراطي متواضعًا وغير فعّال. فقد اعتمد نهجه العلاجي على قوة الشفاء من الطبيعة، وهي عبارة تُنسب إلى أبقراط، إلّا أنّه لم يستخدمها فعليًّا. وفقًا لإحدى الأطروحات المنسوبة إلى أبقراط، فإن: «جسم الإنسان يحتوي على الدم والبلغم والصفراء والسوداء. تركب هذه الأشياء قوامه وتتسبب بآلامه وصحته. الصحة هي الحالة التي تكون فيها هذه المواد المكوّنة متناسبة مع بعضها، في القوة والكمية، ومختلطة جيدًا. يحدث الألم حين تبدي إحدى هذه المواد عوزًا أو زيادةً، أو حين تنفصل داخل الجسم ولا تختلط مع بقية المكونات.» عليه كان يُعتقد أن جسم الإنسان يشتمل على قدرات طبيعية باستطاعتها أن تعيد التوازن بين الأخلاط الأربعة والشفاء الطبيعي، وهو مفهوم فلسفي إغريقي آخر، وقد ركز التطبيب الأبقراطي ببساطة على تخفيف هذه العمليات الطبيعية. ومن أجل ذلك، اعتقد أبقراط أن: «الراحة والاستلقاء لهما أهمية كبرى». بشكل عام، كان الطب الأبقراطي لطيفًا جدًا تجاه المريض. وكان العلاج مُلاينًا، وشدّد على ضرورة إبقاء المريض نظيفًا ومُعقمًا. على سبيل المثال، عند علاج الجروح لم يُستخدم سوى الماء النظيف أو النبيذ، على الرغم من أن العلاج «الجاف» كان الأكثر تفضيلًا. أيضًا جرى استخدام المراهم في بعض الأحيان.
كان أبقراط مترددًا في تقديم الأدوية في العلاجات المتخصصة والتي قد يثبت أنها اختيرت بشكل خاطئ؛ فتعميم العلاج محكوم بتعميم التشخيص. وقد شملت العلاجات العامة التي وصفها: الصيام واستهلاك مزيج من العسل والخل. قال أبقراط: «تناولك الطعام عند المرض، إطعامٌ للمرض». ومع ذلك، فقد استُخدِمت أدوية فعّالة في مناسبات معينة. كان هذا النهج السلبي ناجحًا جدًا في علاج الأمراض البسيطة نسبيًا مثل حالات الكسر التي تصيب العظام، التي تتطلب جرًا لتقويم الهيكل العظمي وتخفيف الضغط على المنطقة المصابة. استُخدِمت منضدة عُرِفت باسم منضدة أبقراط وأجهزة أخرى لهذه الغاية.

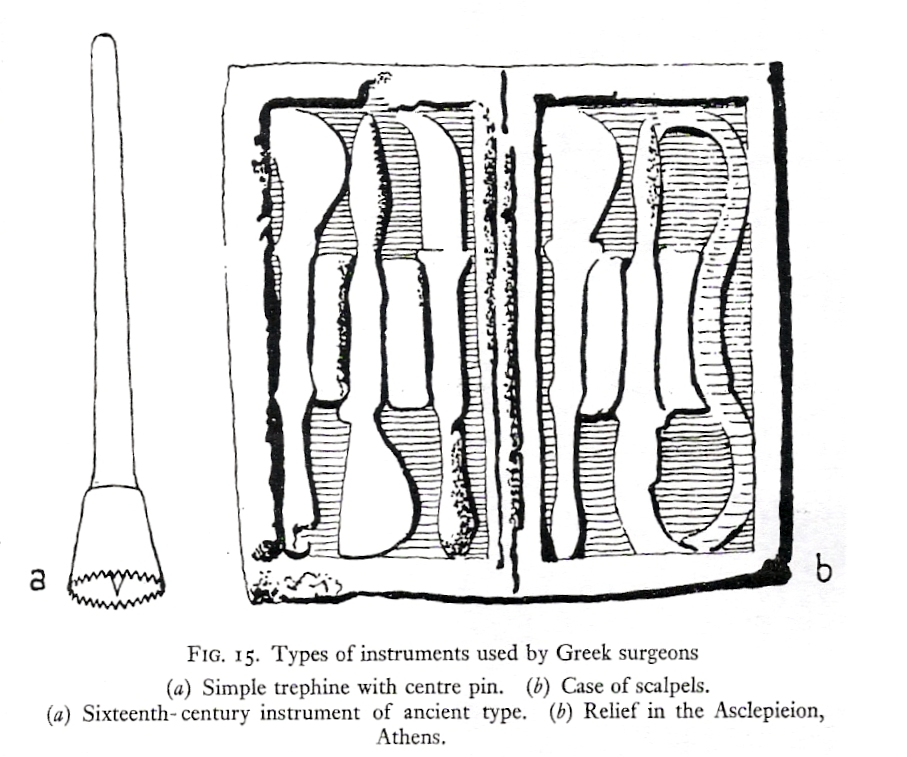
عدد من الأدوات الجراحية الإغريقية القديمة. تظهر في الصورة، أداة المثقاب وتُستخدم أيضًا لنشر الجمجمة على اليسار، بينما على اليمين مجموعة مباضع أو مشارط، وهي أدوات كانت محل استفادة الطب الأبقراطي.

من جانب آخر، إحدى نقاط قوة الطب الأبقراطي تركيزُه على مآلات المرض ومحاولة توقع خط سيره. كذلك كان العلاج الطبي في عصر أبقراط غيرَ ناضج تمامًا، وغالبًا ما كان أفضل ما يمكن للأطباء القيام به هو تقييم المرض والتنبؤ بتطوره المحتمل استنادًا إلى البيانات التي جُمِعت في سجلات السير الطبيّة.

### المهنية
اشتهر أبقراط في الطب بنزعة مهنية شديدة وانضباط وممارسة صارمة. وقد وصّى في أحد كتبه المعنونة: «على الطبيب»، بأن يكون الأطباء دائمًا مهذبين، صادقين، هادئين، متفهمين وجادّين. وقد اهتم أبقراط بشدّة بجميع جوانب مهنته: فقد اتبع المواصفات التفصيلية «للإضاءة، الأفراد، الأدوات، وضع المريض، تقنيات التضميد والتجبير» في غرفة عمليات عصره. حتى أنه أبقى أظافره بطول مُحدّد ودقيق.
أولت مدرسة أبقراط الطبية أهمية بالغة للوصايا السريرية للملاحظة والتوثيق. تملي هذه الوصايا على الأطباء تسجيل نتائجهم وطرقهم الطبية بطريقة واضحة وموضوعية للغاية، بحيث يمكن تمرير هذه السجلات والاستفادة منها من قبل أطباء آخرين. أبدى أبقراط ملاحظات دقيقة ومنتظمة للعديد من الأعراض بما في ذلك البشرة، النبض، الحمى، الآلام، الحركة والإفرازات. ويقال أنه قام بقياس نبض المريض عند أخذ تاريخ الحالة لاكتشاف ما إذا كان المريض يكذب أم لا. قام أبقراط بتوسيع الملاحظات السريرية لتشمل تاريخ العائلة والبيئة. حتى قيل عن أبقراط أن «الطب مدين له بفن الفحص والملاحظة السريرية». ولهذا السبب وبشكل صحيح، يمكن أن يُطلق عليه «أبو الطب».

## مساهمات رئيسة في الطب

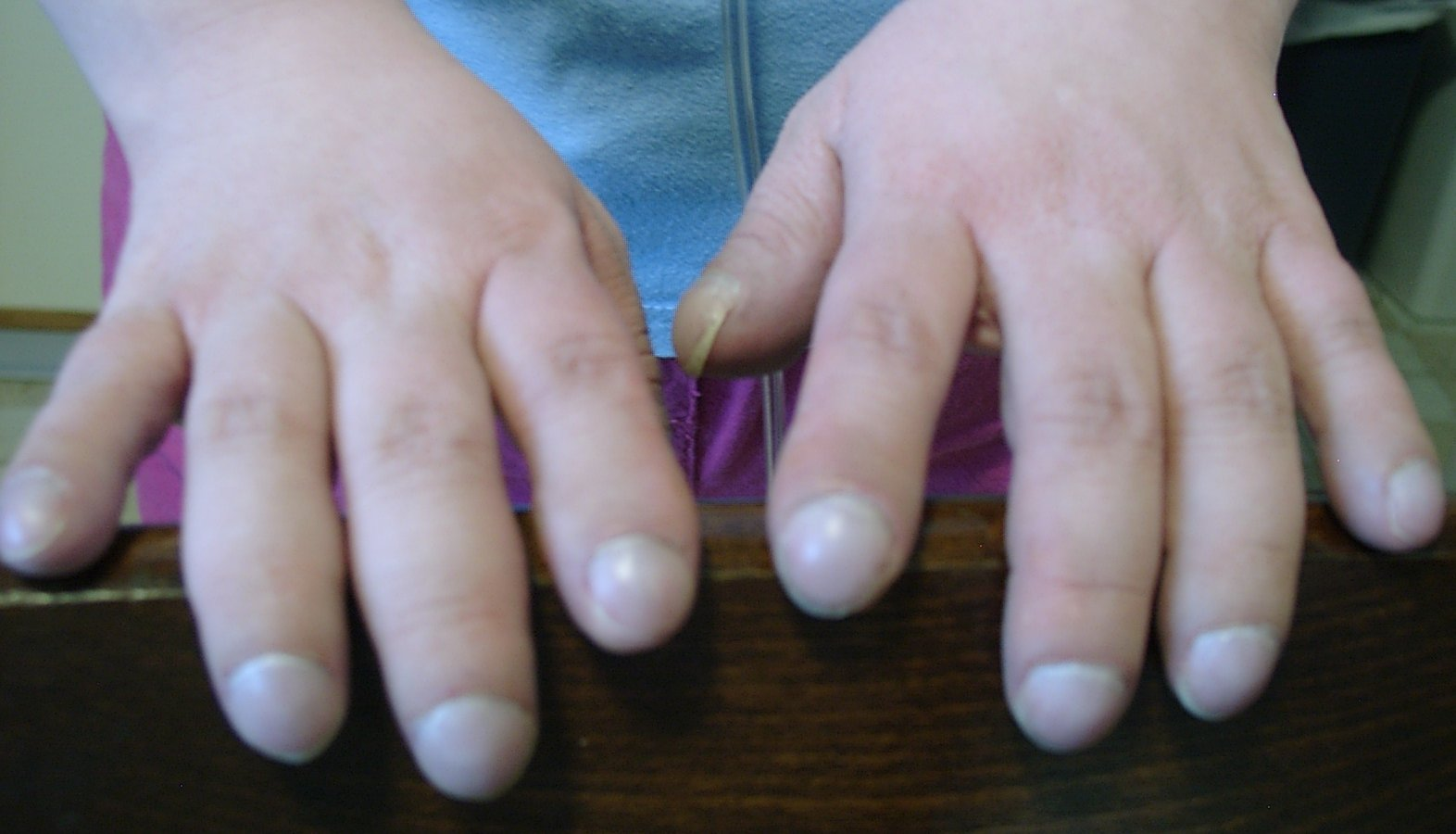
تعجِّر أصابع مريض مُصاب بمتلازمة آيزنمنغر؛ شُخِّص المرض أوّلَ مرةٍ من قبل أبقراط، وعُرِف هذا التعجّر أيضًا باسم «أصابع أبقراط».

كان أبقراط وتلامذته وأتباعه روّادًا في تشخيص العديد من الأمراض والحالات الطبية. يُنسب إليه الفضل في تسجيل أول وصف لتعجّر الأصابع، وهي علامةٌ تشخيصيةٌ مهمةٌ في الأمراض الرئوية المزمنة وسرطان الرئة ومرض القلب الزراقي. لهذا السبب، سمي هذا التعجر أيضًا باسم «أصابع أبقراط». وأبقراط أيضًا أول طبيب وصف وجه المريض والحالات التي يبدو عليها بسبب اقتراب مُوته أو مرضه الطويل، حتى أصبحت هذه السحنة تُسمى بالسحنة الأبقراطية، وهي التسمية التي وصف بها شكسبير سحنة السير جون فالستاف [الإنجليزية] عند وفاته في الفصل الثاني من المشهد الثالث ضمن أحداث مسرحية هنري الخامس.
صنّف أبقراط الأمراض على أنها حادة، مزمنة، وافدة ووبائية، واستخدم مصطلحات -أصبحت طبية لاحقًا- مثل: «اشتداد، انتكاس، بُرْء، نوبة، انتياب، ذروة، ونقاهة». يمكن العثور على مساهمات طبية رئيسية أخرى لأبقراط في أوصافه للأعراض، والموجودات الجسدية، والعلاج الجراحي وتشخيصه للدُّبَيلة وهي إحدى أشكال التجمع القيحي التي تَحدُث في التَجويف الجَنبي. وتُعد تعاليمه في العصر الحديث ذات صلة بمناهج طلاب الطب والجراحة الرئوية. وأبقراط أوّلُ جراح مُسجّل في التاريخ في جراحة القلب والصدر، ونتائج عملياته إضافة إلى تقنياته، مثل استخدام أنابيب الرصاص لنزح قيح دبيلة التجويف الصدري، لا تزال صالحة ومستخدمة حتى اليوم.
يُسجّل لأبقراط أن مدرسته الطبية شَخّصت أمراض المستقيم البشري وعالجته بشكلٍ جَيّدٍ نسبيًا، على الرغم من ضعف النظريات العلاجية للمدرسة بشكل عام. البواسير، على سبيل المثال، وَإِنْ كان يُعتقد أن سببها زيادة في الصفراء والبلغم، فقد عُولِجت من قبل أطباء أبقراط بطرقٍ مُتقدّمة نِسبيًّا. وقد وُصِف الكيُّ والجراحة في كوربوس أبقراط في هذا الشأن وجُعِل الربط أو الكي من الطرق المُوصى بها لعلاج البواسير. أيضًا اقتُرِحت علاجات أخرى مثل استخدام أنواع مختلفة من المراهم. واليوم في الطب الحديث، «لا يزال علاج البواسير يشمل الكي، الربط والاستئصال». كذلك، لا تزال بعض المفاهيم الأساسية لتنظير المستقيم الموضحة في كوربوس أبقراط مستخدمة حتى يومنا هذا. على سبيل المثال، نوقش في الكوربوس استخدامات منظار التجاويف، وهو جهاز طبي شائع ذكره في الكوربوس، الأمر الذي يجعله أقدم مرجع مُسجّل للتنظير الداخلي. استخدم أبقراط في كثير من الأحيان تغيير نمط الحياة من خلال الحميات الغذائية وممارسة الرياضة لعلاج أمراض مثل مرض السكري، وهو العلاج الذي يُسمّى اليوم بطب نمط الحياة. غالبًا ما يُقتبس منه قوله: «فليَكُن الطعامُ دواؤك، والدواءُ طعامك،» و«المشيُّ خيرُ دواءٍ للإنسان»، ولكن يبدو أن اقتباس «دع الطعام يكون دواؤك»، يظلُّ اقتباسًا خاطئًا وأصله غير معروف بالضبط.
في عام 2017، زعم باحثون أنهم عثروا أثناء إجراء عمليات ترميم لدير سانت كاترين في محافظة جنوب سيناء في مصر، على مخطوطة تحتوي على وصفة طبية لأبقراط. تتضمّن المخطوطة أيضًا على ثلاث وصفات إلى جانب صور لأعشاب خُطِت بواسطة كاتب مجهول.

## المؤلفات

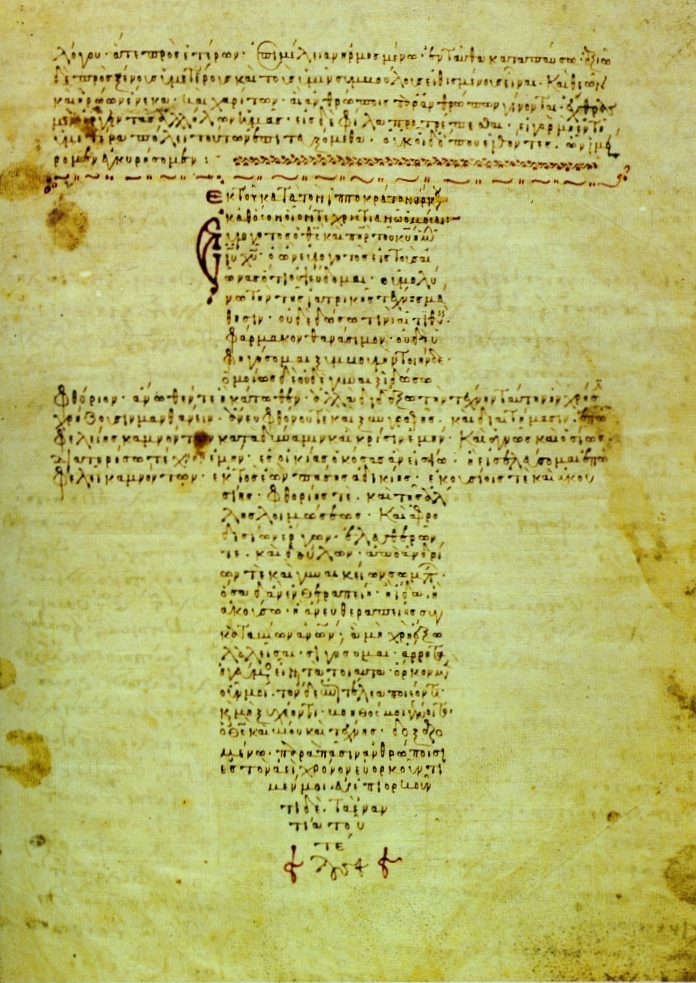
مخطوطة بيزنطية لقسم أبقراط على شكل صليب، تعود إلى القرن الثاني عشر بعد الميلاد.

كوربوس أبقراط؛ هو مجموعة من حوالي سبعين عملًا طبيًّا مُبكرًا جُمِع في اليونان إبّان حكم الإسكندر الأكبر، وهو مكتوب باللهجة اليونانية الأيونية. لم يتحقّق حتى يومنا من صحة نسبة كل الأطروحات الواردة في الكوربوس إلى أبقراط نفسه بوصفه مؤلفها، والنقاشات الدائرة في العصر الحديث استطاعت أن تجيب حول صحة نسبة عدد قليل من الرسائل التي يُنظر إليها على أنها من المرجح أن تكون قد كُتِبت من قبله. يعود سبب التشكيك بنسبة كل الكوربوس إليه، بسبب تنوع الموضوعات وأساليب الكتابة وتاريخ المؤلفات، التي يتضح أنها من غير الممكن أن تكون من نتاج مؤلف واحد. ويُرجّح فرانز إيرميرينس، الطبيب الهولندي الذي عاش ما بين 1808-1871 ودرس سيرة أبقراط وتاريخ الطب في اليونان، أن يصل عدد مؤلفي الكوربوس إلى تسعة عشر شخصًا. لا يوجد أي دليل حول سبب نسبة هذا الكوربوس إلى أبقراط، لكن الآراء تميل إلى أن شهرة أبقراط كانت السبب في أن يُسمّى الكوربوس باسمه. هناك آراء أخرى تقول أن أمين مكتبة الإسكندرية الجديدة عنون الكوربوس بهذا الاسم حين انتهى من جمع كل الأعمال الطبية في تصنيف واحد. بينما يُفسّر البعض أن هذه المجلدات قد تكون من تأليف طلاب وأتباع أبقراط.
يحتوي الكوربوس، على كتب، محاضرات، أبحاث، ملاحظات ومقالات فلسفية حول مواضيع مختلفة في الطب، دون أن تكون مرتبة ترتيبًا معينًا. وحسب الباحثين، فقد كُتبت هذه الأعمال لفئات متلقية مختلفة، من المتخصصين وغيرهم على حدٍّ سواء، وضمّت وجهات نظر مختلفة وأحيانًا متعارضة، إضافة إلى وجود تناقضات كبيرة يمكن العثور عليها بين مؤلفات الكوربوس. ومن أبرز مؤلفات أبقراط، يمكن الإشارة إلى:
- قسم أبقراط[ي]
- تقدمةُ المعرفة[يا]
- الأمراض الحادّة أو التدبير الصحي في الأمراض الحادّة[يب]
- الفصول[يج]
- الأهوية والمياه والبلدان[يد]
- المرض المقدس[يه]
- طبيعة الإنسان أو الأخلاط[يو]

### قسم أبقراط
قسم أبقراط، أهم وثيقة أسَّست لأخلاقيات الممارسة الطبية، ومن اسمه، يتضح بأنه منسوب إلى أبقراط، منذ العصور القديمة، على الرغم من وجود بعض الدراسات الحديثة التي تُرجح بأنه قد يكون كُتِب بعد وفاته، وهو ما يتعارض مع دراسات حديثة أخرى تحقّقت من نسبة المؤلف إلى أبقراط. هذه الوثيقة، تُعد اليوم الأكثر شهرة كما يبدو من بين كل ما ورد ونُسب إلى أبقراط في الكوربوس. وإن ظلّ القسم حتى يومنا يحتفظ باسم أبقراط، إلّا أن متنه تغيّر مرات عدّة وأصبح من النادر أن يُستخدم في صيغته الأصلية. والقسم في العصر الحديث يُعدُّ أساسًا لنصوص ومواثيق وقوانين أخرى مماثلة تُحدّد نظم وأخلاقيات وشرف الممارسة الطبية، وقد أصبحت هذه المواثيق من المناهج المُقرّرة على طلاب الطب الذين تخرّجوا وأصبحوا على وشك مزاولة مهنة الطب، وعادة ما يقسم من هؤلاء الأطباء قسم أبقراط بصيغه المختلفة قبل البدء في عملهم، على الرغم من عدم وجود قوانين تفرض عليهم تأديته.

## الميراث

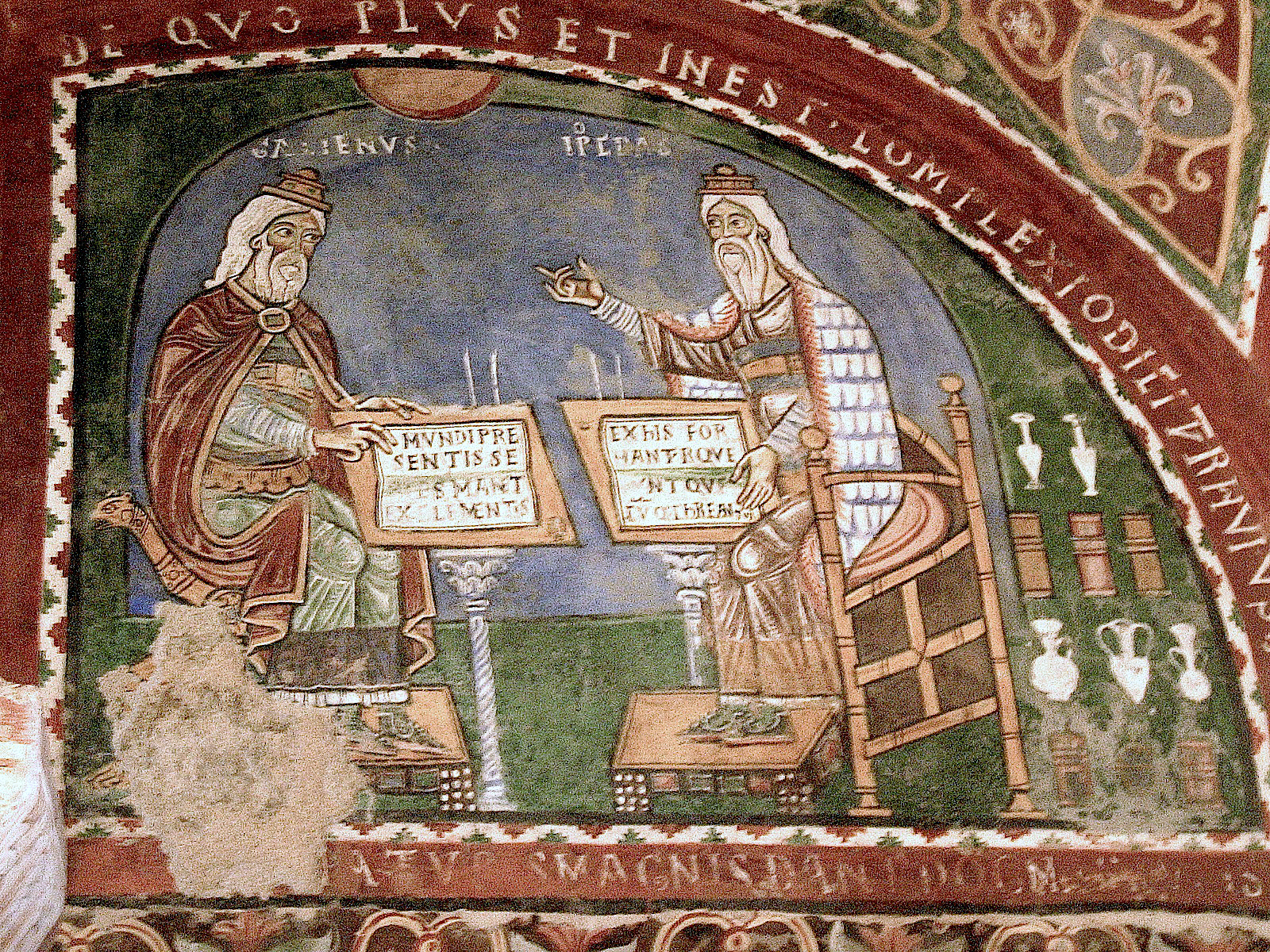
لوحة جدارية في مدينة أناجني في إيطاليا يعود تأريخها إلى القرن الثاني عشر بعد الميلاد، تُظهر جالينوس إلى جانب أبقراط.

يُعتبر أبقراط على نطاق واسع بأنه «أبو الطب». لقد أحدثت مساهماته ثورة في علم الطب على صعيد الممارسة والمهنة، إلّا أن هذا التقدّم ما لبث أن توقف بعد وفاته. تعود أسباب هذا التوقّف إلى أن أبقراط كان مُبجّلًا جدًا بين أتباعه لدرجة صُنّفت فيها تعاليمه على إنها عظيمة ولا تحتاج إلى تغيير أو تحسين، وهو الأمر الذي أدّى إلى عدم إجراء أي تقدّم ملحوظ في أساليبه لفترة طويلة. تميزت القرون التي أعقبت وفاة أبقراط بحركة تراجعية بقدر ما أحرزت من تقدّم. على سبيل المثال، إحدى مظاهر التراجع الفكري، وفقًا للمؤرخ الطبي والطبيب العسكري الأمريكي فيلدينغ غاريسون: «فإن تسجيل تاريخ الحالات السريريَّة توقّف بعد وفاة أبقراط.»
ظلّت تعاليم أبقراط شبه منسية حتى أحياها الطبيب الإغريقي جالينوس، الذي عاش ما بين عامي 129 إلى 200 بعد الميلاد، المُلقّب من قبل الرازي بلقب: «ثَانِي الفَاضِلَيْن»، بعد أبقراط. أدّى تبني جالينوس لتعاليم أبقراط إلى تحقيق بعض التقدّم في المجال الطبي، إلّا أن ذلك سرعان ما نُسي بعد سقوط الإمبراطورية الرومانية، حيث جرى تجاهل عمله حتى أواخر القرن الحادي عشر للميلاد. في العصور الوسطى، تبنى العلماء العرب والمسلمون منهج أبقراط وبنوا عليه ليطوّروا بذلك تقنيات طبية جديدة. بعد عصر النهضة في أوروبا، جرى إحياء منهج أبقراط في أوروبا الغربية، وامتدّت هذه السياسة حتى القرن التاسع عشر. كان من بين أولئك الذين اعتمدوا تقنيات أبقراط السريرية بصرامة، كل من: توماس سيدنهام، وليام هيبيردين، جان مارتن شاركو، وويليام أوسلر. ووفقًا لعالم الطب والجهاز العصبي الفرنسي هنري هوشارد، فقد شكّلت هذه النهضات «تاريخ الطب الباطني بالكامل».

### الصورة والصفات

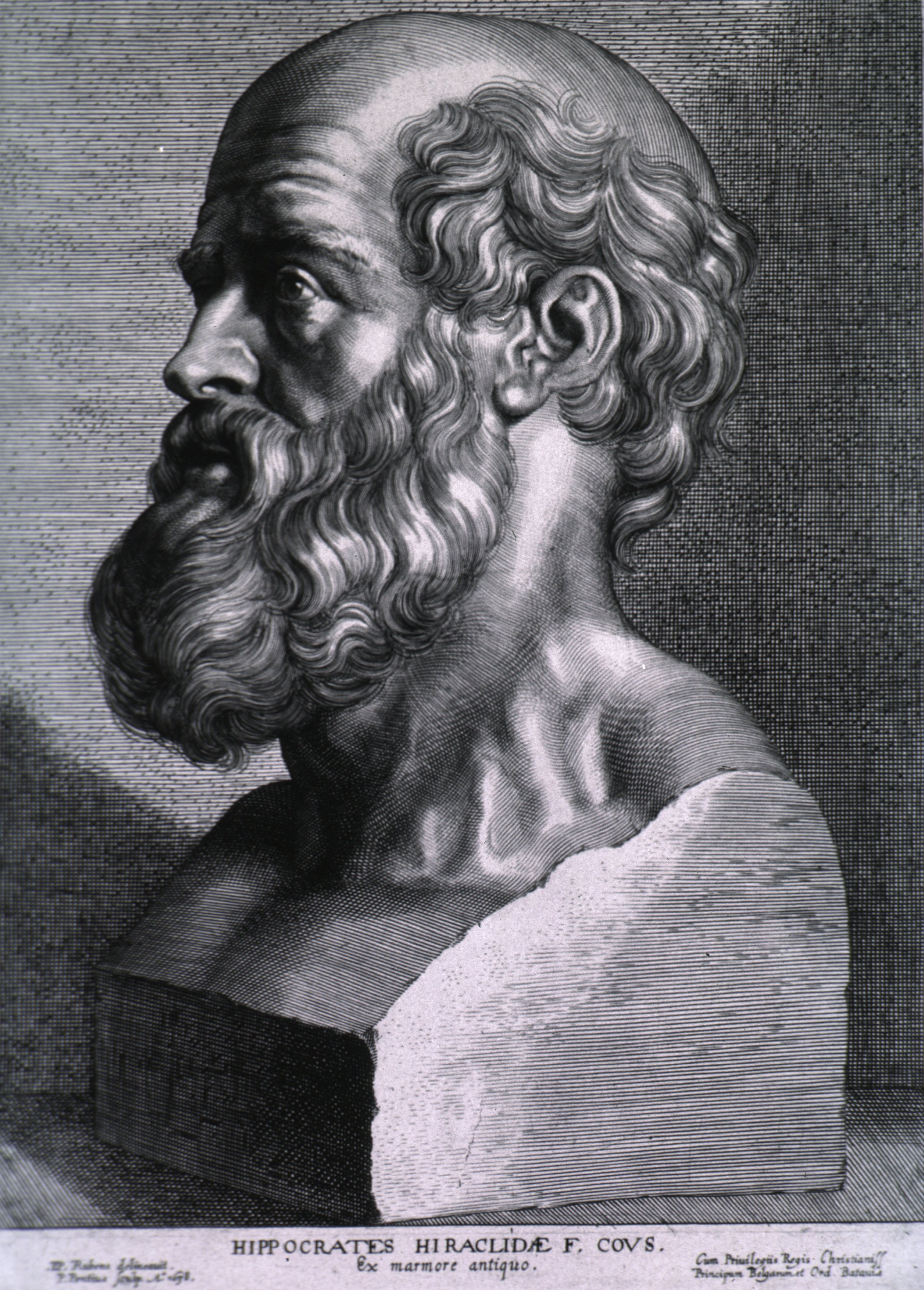
لوحة تصوّر تمثالًا نصفيًا لأبقراط، وهي من أعمال بيتر بول روبنس وتعود إلى تاريخ 1638.

وفقًا لشهادة أرسطو، فقد عُرِف أبقراط باسم «أبقراط العظيم». وفيما يتعلق بصفاته، صُوِّر أبقراط لأول مرة على أنه «طبيب ريفي لطيف وكريم وكبير في السن»، ثم لحقت تلك الصورة صوَرٌ أخرى، منها أنه «حَريز وصارم». من المؤكد أنه كان حكيمًا، وذا عقل واسع وعمليًا للغاية. ذهب فرانسيس آدامز إلى أن يصفه بأنه «طبيب الخبرة والفطرة السليمة».
ومما جاء في صفته، أنه كان «رَبْعةً، أبيض، حسن الصورة، أشهل العينين، غليظ العظام، ذا غضب، معتدل اللحية أبيضها، منحني الظهر، عظيم الهامة، بطيء الحركة، إذا التفت يلتفت بكلِّيَّته، كثير الإطراق، مصيب القول، متأنيًا في كلامه، يُكرِّر على السامع منه، نعلاه أبدًا بين يديه إذا جلس، إن كُلِّم أجاب، وإن سُكِت عنه سأل، وإن جلس نظر إلى الأرض، معه مداعبة، كثير الصوم، قليل الأكل، بيده أبدًا إما مِرْوَدٌ وإما مبضع»، وذلك حسبما جاء في كتاب «مختار الحكم ومحاسن الكلم» للفيلسوف والطبيب الشامي المبشر بن فاتك، وكتاب عيون الأنباء في طبقات الأطباء للطبيب الشامي ابن أبي أُصيبعة، وكتاب «نزهة الأرواح وروضة الأفراح في تاريخ الحكماء والفلاسفة» للطبيب المسلم شمس الدين الشهرزوري.
صورة أبقراط بوصفه طبيبًا حكيمًا، عُززت بتماثيل نصفية تصوّره، والتي يظهر فيها ذا لحية طويلة بوجه تخطّه التجاعيد. بدا العديد من الأطباء في ذلك الوقت بشعر يشبه شعر جوبيتر وأسقليبيوس. وبناءً عليه، فإن تماثيل أبقراط التي عُثِر عليها يمكن أن تكون نسخًا مُعدّلة فقط من صور تلك الآلهة.
يُعدُّ أبقراط اليوم، وما جسد من معتقدات، مُثُلًا عُليا في الطب. يقول المؤرخ الطبي فيلدينغ غاريسون: «هو، قبل كل شيء، نموذج لصاحب العقل المرن، النقدي، الفطن والمحتاط من الأخطاء، وهذا جوهر الروح العلمية.» مضيفًا: «شخصيته... ماثلة طوال الوقت في شكل الطبيب المثالي». ووفقًا لموجز تاريخ الطب، أصبح أبقراط منذ وفاته الملهم في مهنة الطب.

### الثقافة الشعبية
حسبما يروي جون ماندفيل بشكل خاطئ في كتابه «كتاب الأعاجيب والرحلات»، فإن أبقراط كان حاكمًا لجزر «قوص ولانغو» [ورد على هذا النحو، بينما لانغو هو اسم أطلقه البندقيون والجنويون على جزيرة قوص اليونانية]. وفي كتابه يروي حكاية أسطورية عن ابنة أبقراط، التي حُوِّلت إلى تنين بطول مائة قدم -حسبما يُحكى بين الناس، دون أن يشاهد ذلك بأم عينه على حد تعبيره- من قبل الإلهة ديانا. والعامة يُطلقون عليها اسم «سيدة القصر»، حيث تعيش في قلعة قديمة، ولا تتجلّى سوى ثلاث مرات في كل سنة، لا تؤذي فيها أحدًا سوى من يحاول أن يؤذيها، منتظرة فارسًا يأتيها ليُقبلها لتعود إلى طبيعتها، ويُصبح هو زوجها وحاكم الجزيرة. وقد حاول فرسان كثر، لكنهم يهربون ما إن يشاهدوا التنين البغيض؛ وما يلبث الواحد منهم أن يموت بوقت قصير بعد هربه. وهذه الأسطورة ليست سوى نسخة من أسطورة ميلوزين، إحدى أساطير الفلكلور الأوروبي.

## مسمَّيَات

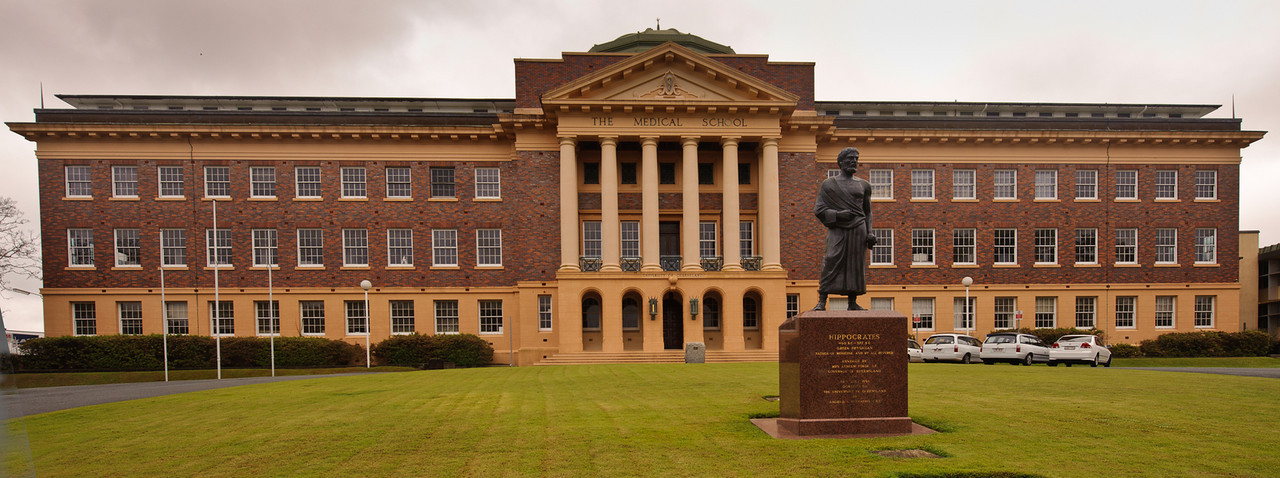
تمثال لأبقراط أمام "كلية الطب بجامعة كوينزلاند ماين" في بريزبان.

سُمّيت مجموعة من الأعراض والمواقع الطبية، وسواها على اسم أبقراط، تكريمًا له. ومن الحالات الطبية التي سُميت عليه يمكن ذكر: السحنة الأبقراطية، التي يُعتقد أن أبقراط أوّل من وصفها، وهي مجموعة تغييرات تُصيب وجه المريض والحالات التي يبدو عليها بسبب اقتراب أجله أو مرضه الطويل، أو بسبب الإسهال أو الجوع الشديدين، وما شابه ذلك. يُنسب إليه الفضل في تسجيل أول وصف لتعجّر الأصابع، الذي سمّي أيضًا باسم «أصابع أبقراط» وشكل الظفر المتعجر باسم «الظفر الأبقراطي». «الرَّجُّ الأبقراطي» هو الآخر سُمي على اسمه، وهو وجود هواء وسائل في تجويف الجنبة المحيط بالرئة، المعروف طبيًّا باسم استرواح الصدر الموهي، وسُمي الصوت الذي يصدر بسبب هذا المرض باسم: «الصوت الأبقراطي». «مقعد أبقراط» أو «منضدة أبقراط»، هو الآخر جهاز كان يستخدمه أبقراط في حالات الكسر التي تصيب العظام، التي تتطلب جرًا لتقويم الهيكل العظمي وتخفيف الضغط على المنطقة المصابة. أيضًا هناك «الضمادة الأبقراطية»، وهي غطاء شاشي يُلف به رأس المريض المصاب. التكشيرة السردونية، وهي تشنج شديد غير طبيعي يُصيب عضلات وجه الإنسان، ما يجعل صاحب الوجه وكأنه يبتسم ابتسامة عريضة، وقد سُميت هذه التكشيرة «بابتسامة أبقراط». أيضًا يُطلق على أشد حالات الصلع وتساقط الشعر «شكل أبقراط»، وحالة أخرى من الصلع الجزئي باسم: «الجديلة الأبقراطية». خراج خلف البلعوم يُسمى كذلك باسم «الذبحة الأبقراطية».
وأهم ما حمل اسم أبقراط، هو مجموعات مؤلفاته وتعاليمه التي جُمعت باسم كوربوس أبقراط، إضافة إلى قسم أبقراط، القسم الطبي الشهير الذي لا يزال يحمل اسمه حتى اليوم، رغم تغيير صيغته.
في العصر الحديث، سُمّيت إحدى الفوهات القمرية على اسمه أيضًا. وفي جزيرة قوص اليونانية، حيث ولد أبقراط وينتسب، جرى إقامة متحف مخصص بتاريخ أبقراط وحمل اسمه. المركز الطبي في جامعة نيويورك هو الآخر أطلق مشروعًا لتعزيز التعليم من خلال استخدام التكنولوجيا، وأسمَاه مشروع أبقراط. مشروع آخر حمل اسم أبقراط، واسم أبقراط هنا اختصار اسم المشروع الكامل: «حوسبة عالية الأداء للجراحة الروبوتية»؛ وهو مشروع أطلقته كلية كارنيغي ميلون لعلوم الكمبيوتر التابعة لجامعة كارنيغي ميلون بالتعاون مع مركز شاديسايد الطبي، لتطوير تقنيات تخطيط ومحاكاة وتنفيذ متقدمة للجيل القادم من الروبوتات الجراحية بمساعدة الحاسوب.
اُنشِئت منظمات أخرى حملت اسمه، مثل: سجل أبقراط الأمريكي وسجل أبقراط الكندي، وهما منظمتان تضم كل منهما مجموعة من الأطباء الذين يؤيدون الحفاظ على قسم أبقراط بصيغته الأصلية، إذ يصفون القسم بأنه غير قابل للتغيير حتى مع تغيّر المجتمعات.

## الأسماء والمصطلحات الأجنبية
- بحسب تسلسل الورود:

1. ↑  Hippocrates II
2. 1 2  (بالإنجليزية: The Book of Histories)‏
(باليونانية: Χιλιάδες)‏
(بالإنجليزية: The Chiliades)‏.
3. 1 2  John Tzetzes
4. ↑  Hippocrates I
5. ↑  M. S. Houdart
6. ↑  vis medicatrix naturae
7. ↑  On the Physician
8. ↑  (باللاتينية: Corpus Hippocraticum)
(بالإنجليزية: Hippocratic Corpus)‏
9. ↑  Franz Zacharias Ermerins
10. ↑  The Hippocratic Oath
11. ↑  The Book of Prognostics
12. ↑  On Regimen in Acute Diseases
13. ↑  Aphorisms
14. ↑  On Airs, Waters and Places
15. ↑  On The Sacred Disease
16. ↑  Humorism
17. ↑  Henri Huchard
18. ↑  A Short History of Medicine
19. ↑  The Book of Marvels and Travels
20. ↑  Lady of the Manor
21. ↑  Hippocratic nail
22. ↑  Hippocratic succussion
23. ↑  Hippocratic sound
24. ↑  Hippocratic cap-shaped bandage
25. ↑  Hippocratic Smile
26. ↑  Hippocratic form
27. ↑  Hippocratic wreath
28. ↑  Hippocratic angina
29. ↑  Hippocrates (lunar crater)
30. ↑  The Hippocrates Project
31. ↑  Project Hippocrates
32. ↑  HIgh PerfOrmance Computing for Robot-AssisTEd Surgery
33. ↑  Carnegie Mellon School of Computer Science
34. ↑  Shadyside Medical Center
35. ↑  American Hippocratic Registry
36. ↑  Canadian Hippocratic Registry

### فهرس المراجع
باللغة الإنجليزية
1. 1 2 3  "Dictionnaire des philosophes antiques III". Dictionnaire des philosophes antiques (بالفرنسية): 772. 2000. QID:Q18602251.
2. ↑  Sāmarrāʾī، Kamāl (1989). Mukhtaṣar tārīkh al-ṭibb al-ʻArabī. Dār al-Niḍāl lil-Ṭibāʻah wa-al-Nashr wa-al-Tawzīʻ. مؤرشف من الأصل في 2024-08-06.
3. ↑  "Hippocrates". Microsoft Encarta Online Encyclopedia. Microsoft Corporation. 2006. مؤرشف من الأصل في 2009-10-29.
4. 1 2  Garrison 1966، صفحات 92–93
5. ↑  Nuland 1988، صفحة 5
6. ↑  Garrison 1966، صفحة 96
7. 1 2 3 4  Tuke 1911
8. ↑  Adams 1891
9. ↑  Pinault, Jody Rubin (1992). Hippocratic Lives and Legends (بالإنجليزية). Brill. p. 79. ISBN:978-90-04-09574-8. Archived from the original on 2019-06-07.
10. ↑  Nuland 1988، صفحة 4
11. ↑  Aristotle. "Politics Book VII". Internet Classics Archive. مؤرشف من الأصل في 2019-12-02.
12. ↑  Britannica Concise Encyclopedia 2006
13. ↑  Tzetzes. "Chiliades". Internet Classics Archive. مؤرشف من الأصل في 2015-08-01.
14. 1 2 3 4  Martí-Ibáñez 1961، صفحات 86–87
15. ↑  Plato 380 B.C.
16. ↑  Plato 360 B.C. 270c
17. 1 2 3  Margotta 1968، صفحة 66
18. ↑  Adams 1891، صفحة 19
19. 1 2  Adams 1891، صفحة 4
20. 1 2  Jones 1868، صفحة 11
21. 1 2  Nuland 1988، صفحات 8–9
22. 1 2 3 4  Garrison 1966، صفحات 93–94
23. 1 2  Adams 1891، صفحة 15
24. ↑  Margotta 1968، صفحة 67
25. ↑  Leff & Leff 1956، صفحة 51
26. ↑  Jones 1868، صفحات 12–13
27. ↑  "L'influence de la médecine hippocratique sur la Guerre du Péloponnèse de Thucydide". www.academia.edu (بالإنجليزية). Archived from the original on 2019-04-18. Retrieved 2019-04-18.
28. ↑  Jones 1868، صفحات 46,48,59
29. ↑  Garrison 1966، صفحة 99
30. 1 2  Margotta 1968، صفحة 73
31. 1 2  Garrison 1966، صفحة 98
32. ↑  Singer & Underwood 1962، صفحة 35
33. ↑  Adams 1891، صفحة 17
34. 1 2 3  Garrison 1966، صفحة 97
35. ↑  Garrison 1966
36. 1 2  Margotta 1968، صفحة 64
37. ↑  Rutkow 1993، صفحات 24–25
38. ↑  Martí-Ibáñez 1961، صفحة 88
39. ↑  Margotta 1968، صفحة 68
40. ↑  Leff & Leff 1956، صفحة 45
41. ↑  Starr، Michelle (18 ديسمبر 2017). "Ancient Poo Is The First-Ever Confirmation Hippocrates Was Right About Parasites". Science Alert. مؤرشف من الأصل في 2019-06-07. اطلع عليه بتاريخ 2018-02-18.
42. ↑  Schwartz, Richards & Goyal 2006
43. ↑  Singer & Underwood 1962، صفحة 40
44. ↑  Margotta 1968، صفحة 70
45. ↑  Martí-Ibáñez 1961، صفحة 90
46. 1 2  Major 1965
47. 1 2 3  Jóhannsson 2005، صفحة 11
48. 1 2 3  Jani 2005، صفحات 24–25
49. ↑  Jóhannsson 2005، صفحة 12
50. ↑  Mann 2002، صفحات 1, 173
51. ↑  Shah 2002، صفحة 645
52. ↑  NCEPOD 2004، صفحة 4
53. ↑  Chishti، Hakim (1988). The Traditional Healer's Handbook. Vermont: Healing Arts Press. ص. 11. ISBN:978-0-89281-438-1.
54. ↑  Cardenas، Diana (2013). "Let not thy food be confused with thy medicine: The Hippocratic misquotation". e-SPEN Journal. مؤرشف من الأصل في 2019-07-18.
55. ↑  GIBBENS، SARAH (2017). "Text by 'Father of Medicine' Found in Remote Egyptian Monastery". nationalgeographic. مؤرشف من الأصل في 2019-05-17.
56. ↑  Iniesta، Ivan (20 أبريل 2011)، "Hippocratic Corpus"، BMJ، ج. 342، ص. d688، DOI:10.1136/bmj.d688
57. 1 2  Singer & Underwood 1962، صفحة 27
58. ↑  Smith، Wesley D. (2002). "The Hippocratic Tradition" (PDF). مؤرشف من الأصل (PDF) في 2017-10-18. اطلع عليه بتاريخ 2017-10-18.
59. 1 2  Hanson 2006
60. ↑  Rutkow 1993، صفحة 23
61. ↑  Singer & Underwood 1962، صفحة 28
62. ↑  Jones 1868، صفحة 217
63. ↑  Buqrat Aur Uski Tasaneef by حكيم سيد ظل الرحمن, Tibbia College Magazine, Aligarh Muslim University, Aligarh, India, 1966, pp. 56–62.
64. ↑  
The Many Faces of Hippocrates: The Effects of Culture on a Classical Image نسخة محفوظة 2014-07-15 على موقع واي باك مشين., HumaneHealthcare.com. Retrieved January 8, 2006
65. 1 2  Garrison 1966، صفحة 100
66. ↑  Garrison 1966، صفحة 95
67. ↑  Jones 1868، صفحة 35
68. ↑  West، John B. (Spring 2014). "Galen and the beginnings of Western physiology". Am J Physiol Lung Cell Mol Physiol. ج. 307 ع. 2: L121–L128. DOI:10.1152/ajplung.00123.2014. PMID:24879053.
69. ↑  Leff & Leff 1956، صفحة 102
70. 1 2  Garrison 1966، صفحة 94
71. ↑  Jones 1868، صفحة 38
72. ↑  Singer & Underwood 1962، صفحة 29
73. ↑  Anthony Bale, trans., The Book of Marvels and Travels, Oxford 2012, (ردمك 0-19-960060-0), p. 15 and footnote نسخة محفوظة 11 يوليو 2017 على موقع واي باك مشين.
74. ↑  Fishchenko & Khimich 1986
75. ↑  "The dilemma of balding solve by father of medicine Hippocrates". Healthy Hair Highlights News. 15 أغسطس 2011.
76. ↑  Project Hippocrates 1995

باللغة العربية
1. ↑  شرح فصول أبقراط - الصفحة: 17.
2. ↑  تاريخ العلم لجورج سارتون - المجلد الأوّل، صفحة: 219.
3. 1 2 3  الفهرست لابن النديم - صفحة: 400
4. ↑  الفهرست لابن النديم - صفحة: 399
5. ↑  إخبار العلماء بأخبار الحكماء لعلي بن يوسف القفطي - المجلد الأول، صفحة: 21
6. 1 2  إخبار العلماء بأخبار الحكماء لعلي بن يوسف القفطي - المجلد الأول، صفحة: 126
7. ↑  طبقات الأطباء والحكماء لابن جُلجُل - صفحة: 11
8. ↑  موسوعة روائع الأقوال من خلال الحكم والأمثال لمحمد ابن منصور - المجلد 1 - صفحة 344.
9. ↑  عيون الأنباء في طبقات الأطباء لابن أبي أُصيبعة - صفحة: 49.
10. ↑  نزهة الأرواح وروضة الأفراح في تاريخ الحكماء والفلاسفة لشمس الدين الشهرزوري - صفحة: 199.
11. ↑  مختار الحكم ومحاسن الكلم للمبشر بن فاتك - صفحة: 49.

### المعلومات الكاملة للمراجع
باللغة الإنجليزية
- Adams، Francis (1891)، The Genuine Works of Hippocrates، New York: William Wood and Company.
- Boylan، Michael (2006)، Hippocrates، Internet Encyclopedia of Philosophy، مؤرشف من الأصل في 2023-03-07، اطلع عليه بتاريخ 2006-09-28.
- Britannica Concise Encyclopedia (2006)، Soranus of Ephesus، Encyclopædia Britannica, Inc.، مؤرشف من الأصل في 2007-10-12، اطلع عليه بتاريخ 2006-12-17.
- Garrison، Fielding H. (1966)، History of Medicine، Philadelphia: W.B. Saunders Company.
- Fishchenko، AIa؛ Khimich، SD (1986)، "Modification of the Hippocratic cap-shaped bandage"، Klin Khir، ج. 1، ص. 72، PMID:3959439.
- Hanson، Ann Ellis (2006)، Hippocrates: The "Greek Miracle" in Medicine، مؤرشف من الأصل في 2011-11-19، اطلع عليه بتاريخ 2018-09-09
- Hippocrates (2006) [400 B.C.]، On the Sacred Disease، Internet Classics Archive: The University of Adelaide Library، مؤرشف من الأصل في 2007-09-26، اطلع عليه بتاريخ 2006-12-17.
- Internet Encyclopedia of Philosophy (2006)، Democritus، جامعة تنيسي في مارتن  [لغات أخرى]‏، مؤرشف من الأصل في 2023-05-04، اطلع عليه بتاريخ 2006-12-17{{استشهاد}}:  صيانة الاستشهاد: علامات ترقيم زائدة (link).
- Jani، P.G. (2005)، "Management of Haemorrhoids: A Personal Experience"، East and Central African Journal of Surgery، ج. 10، ص. 24–28.
- Jóhannsson، Helgi Örn (2005)، Haemorrhoids: Aspects of Symptoms and Results after Surgery، جامعة أوبسالا، ISBN:978-91-554-6399-1.
- Jones، W.H.S. (1868)، Hippocrates Collected Works I، Cambrodge: Harvard University Press، مؤرشف من الأصل في 2022-12-27، اطلع عليه بتاريخ 2006-09-28.
- Leff، Samuel؛ Leff، Vera. (1956)، From Witchcraft to World Health، London and Southampton: Camelot Press Ltd..
- Mann، Charles V. (2002)، Surgical Treatment of Haemorrhoids، Springer، ISBN:978-1-85233-496-3.
- Major، Ralph H. (1965)، Classic Descriptions of Disease، Springfield, IL{{استشهاد}}:  صيانة الاستشهاد: مكان بدون ناشر (link).
- Margotta، Roberto (1968)، The Story of Medicine، New York: Golden Press.
- Martí-Ibáñez، Félix (1961)، A Prelude to Medical History، New York: MD Publications, Inc.، Library of Congress ID: 61-11617.
- National Library of Medicine (2006)، Images from the History of Medicine، معاهد الصحة الوطنية الأمريكية، مؤرشف من الأصل في 2007-03-10، اطلع عليه بتاريخ 2006-12-17.
- National Library of Medicine (2000)، Objects of Art: Tree of Hippocrates، National Institutes of Health، مؤرشف من الأصل في 2023-04-19، اطلع عليه بتاريخ 2006-12-17.
- NCEPOD (2004)، Scoping our practice (PDF)، London: National Confidential Enquiry into Patient Outcome and Death، مؤرشف من الأصل (PDF) في 2004-10-16.
- Nuland، Sherwin B. (1988)، Doctors، Knopf، ISBN:978-0-9539240-3-5.
- Pinault، Jody Robin (1992)، Hippocratic Lives and Legends، لايدن: Brill، ISBN:978-90-04-09574-8.
- Plato (2012) [360 B.C.]، Phaedrus، Internet Classics Archive: The University of Adelaide Library، مؤرشف من الأصل في 2023-04-01، اطلع عليه بتاريخ 2012-11-01.
- Plato (2006) [380 B.C.]، Protagoras، Internet Classics Archive: The University of Adelaide Library، مؤرشف من الأصل في 2023-03-06، اطلع عليه بتاريخ 2006-12-17.
- Project Hippocrates (1995)، Project Hippocrates، Center for Medical Robotics and Computer Assisted Surgery, Carnegie Mellon School of Computer Science، مؤرشف من الأصل في 2023-04-06، اطلع عليه بتاريخ 2006-12-30.
- Rutkow، Ira M. (1993)، Surgery: An Illustrated History، London and Southampton: Elsevier Science Health Science div، ISBN:978-0-8016-6078-8.
- Schwartz، Robert A.؛ Richards، Gregory M.؛ Goyal، Supriya (2006)، Clubbing of the Nails، WebMD، مؤرشف من الأصل في 2023-03-07، اطلع عليه بتاريخ 2006-09-28.
- Shah، J. (2002)، "Endoscopy through the ages"، BJU International، London، ج. 89، ص. 645–652، DOI:10.1046/j.1464-410X.2002.02726.x، PMID:11966619.
- Singer، Charles؛ Underwood، E. Ashworth (1962)، A Short History of Medicine، New York and Oxford: Oxford University Press، Library of Congress ID: 62-21080.
- Smith، William (1870)، Dictionary of Greek and Roman Biography and Mythology، Boston: Little, Brown, and Company، ج. 2، مؤرشف من الأصل في 2007-02-02، اطلع عليه بتاريخ 2006-12-23.
- Tuke, John Batty (1911). "Hippocrates" . In Chisholm, Hugh (ed.). Encyclopædia Britannica (بالإنجليزية) (11th ed.). Cambridge University Press. Vol. 13. pp. 517–519..

باللغة العربية
- إخبار العلماء بأخبار الحكماء لعلي بن يوسف القفطي، تحقيق: د. عبد المجيد دياب، الطبعة الأولى: مكتبة ابن قتيبة - 1998 - الكويت.
- تاريخ العلم لجورج سارتون، ترجمة وتحقيق: مجموعة من المترجمين، الطبعة الأولى: دار المعارف، 1991 - مصر.
- دائرة معارف القرن العشرين لمحمد فريد وجدي، ط: دار المعرفة - لبنان.
- شرح فصول أبقراط لابن النفيس، تحقيق: د. يوسف زيدان ود. ماهر عبد القادر، الطبعة الأولى: الدار المصرية اللبنانية، 1991 - مصر.
- طبقات الأطباء والحكماء لابن جُلجُل، تحقيق: فؤاد سيد، الطبعة الثانية: مؤسسة الرسالة، 1985 - لبنان.
- عيون الأنباء في طبقات الأطباء لابن أبي أصيبعة، تحقيق ودراسة: د. نزار رضا، الطبعة الأولى: دار مكتبة الحياة، 1965 - لبنان.
- الفهرست لابن النديم، الطبعة الأولى: دار المعرفة، 1978 - لبنان، وهي طبعة مصوّرة عن طبعة المكتبة التجارية في مصر، الصادرة في عام: 1348 هـ (1929-1930).
- مختار الحكم ومحاسن الكلم للمبشر بن فاتك، تحقيق: عبد الرحمن بدوي، الطبعة الثانية: المؤسسة العربية للدراسات والنشر، 1980 - لبنان.
- موسوعة روائع الأقوال من خلال الحكم والأمثال لمحمد ابن منصور - الطبعة الأولى: دار الفكر اللبناني، 2020 - لبنان.
- نزهة الأرواح وروضة الأفراح في تاريخ الحكماء والفلاسفة لشمس الدين الشهرزوري، تحقيق: خورشيد أحمد، الطبعة الأولى: دار المعارف العثمانية، 1976 - حيدر آباد، الهند.

## وصلات خارجية
- أبقراط على موقع الموسوعة البريطانية (الإنجليزية)
- أبقراط على موقع إن إن دي بي (الإنجليزية)
- أعمال أبقراط في ليبري فوكس
- مدخلة أبقراط على موسوعة الإنترنت للفلسفة